# Juegos Paralímpicos de Tokio 2020
Los Juegos Paralímpicos de Tokio 2020  (第十六回パラリンピック競技大会 Dai Jūroku-kai Pararinpikku Kyōgi Taikai?) fueron los decimosextos Juegos Paralímpicos y deberían haber tenido lugar en 2020; sin embargo, fueron aplazados para 2021, junto con los Juegos Olímpicos, debido a la Pandemia de COVID-19. Se llevaron a cabo entre el 24 de agosto al 5 de septiembre de 2021. El evento fue acogido en Tokio, Japón, después de que la ciudad ganara como candidata para los Juegos Olímpicos y los Juegos Paralímpicos de 2020. Es la segunda vez que Tokio organiza los Juegos Paralímpicos, luego de 1964.
En estos Juegos se vio la introducción del bádminton y el taekwondo al programa Paralímpico, mientras que se eliminaron los deportes de vela y fútbol 7.
Debido a la pandemia por coronavirus se decidió aplazar los Juegos Paralímpicos para el año 2021 para proteger a todos los atletas paralímpicos y los organizadores de Tokio 2020.

## Proceso de elección
Como parte de un acuerdo formal entre el Comité Paralímpico Internacional y el Comité Olímpico Internacional, establecido en 2001, el ganador de la candidatura a los Juegos Olímpicos de 2020  también debió organizar los Juegos Paralímpicos. El 23 de mayo de 2011, el COI dio a conocer el calendario para presentar las candidaturas de los juegos. El 2 de septiembre de 2011 el COI anunció el nombre de las seis ciudades que habían presentado candidatura a la organización de esta edición de los Juegos Olímpicos: Bakú, Doha, Estambul, Madrid, Roma y Tokio. El 23 de mayo de 2012, en Quebec, Canadá, la Comisión Ejecutiva del COI anunció las tres ciudades que habían cumplido los requisitos exigidos y, por tanto, candidatas definitivas: Tokio, Estambul y Madrid. La elección tuvo lugar el 7 de septiembre de 2013 en Buenos Aires, Argentina, durante la 125.ª Sesión del Comité Olímpico Internacional, en ella Tokio consiguió la sede de los Juegos Olímpicos con 60 votos a favor en la 2ª ronda.

### Votación
| Ciudad   | País    | Ronda 1 | Desempate | Ronda 2 |
| -------- | ------- | ------- | --------- | ------- |
| Tokio    | Japón   | 42      | —         | 60      |
| Estambul | Turquía | 26      | 49        | 34      |
| Madrid   | España  | 26      | 45        | —       |

## Desarrollo y preparación

### Transporte
Durante una entrevista antes de la ceremonia de clausura de los Juegos Paralímpicos de Río de Janeiro 2016, la Gobernadora de Tokio Yuriko Koike abogó por que Tokio mejore su accesibilidad como un proyecto de legado para los Juegos. Citó carreteras angostas sin aceras y edificios construidos con puertas estrechas y techos bajos como desafíos que debían superarse a tiempo para los Juegos Olímpicos y Paralímpicos. Particularmente, pidió el soterramiento de líneas eléctricas para facilitar la ampliación de las carreteras.
En transporte, Tokio cuenta, entre otros, con las rutas de la Autopista Shuto, que es una red de autopistas en el área metropolitana, conectado a la red de Autopistas de Japón y demás rutas de Japón como la  Ruta Nacional 1. Con un sistema de transporte ferroviario, que incluye el Metro de Tokio, la red de trenes urbanos y suburbanos (cercanías), como la central Línea Yamanote, el Tsukuba Express, etc.; conectados a la red de vías férreas de Japan Railways (JR) y a la red de alta velocidad del Shinkansen. Con dos aeropuertos principales, el Aeropuerto de Haneda y el cercano Aeropuerto de Narita.

### Sedes

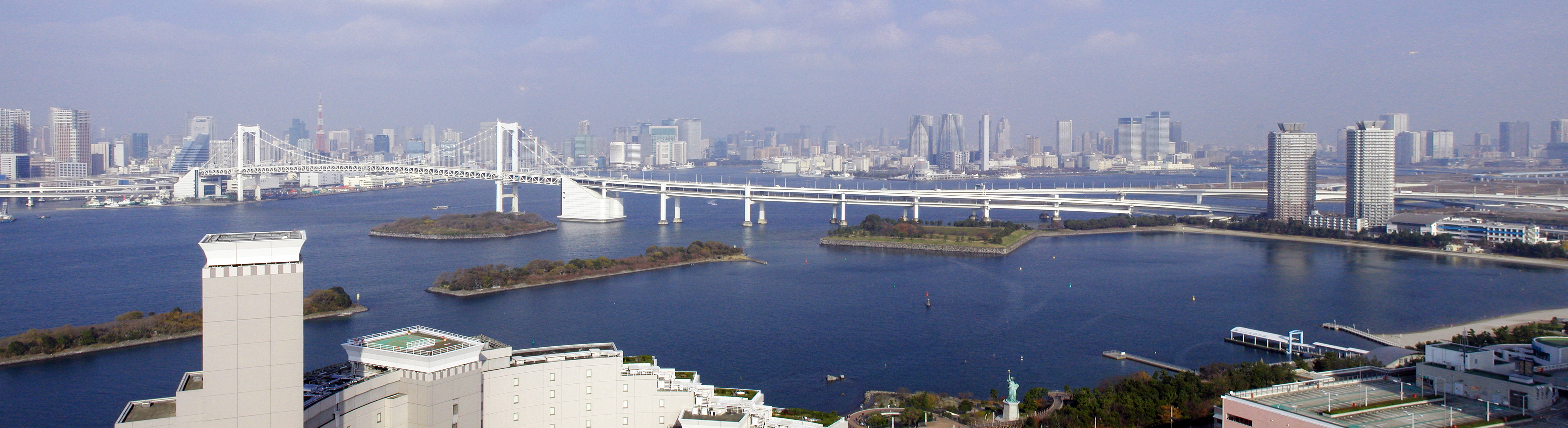
La bahía de Tokio albergará múltiples eventos.

#### Zona del patrimonio

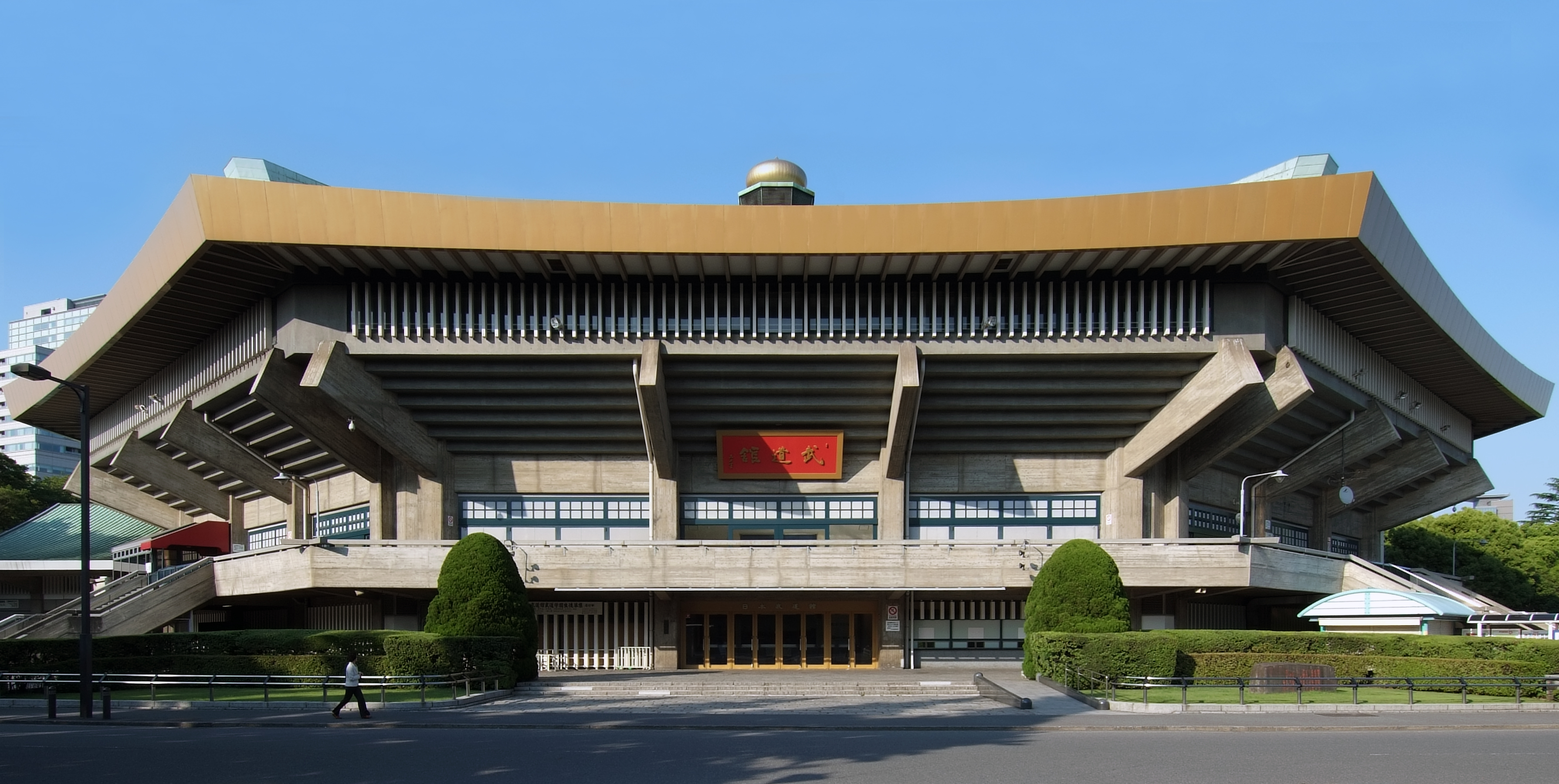
Nippon Budokan será la sede de judo.

- Estadio Olímpico de Tokio – Atletismo, ceremonias
- Nippon Budokan – Judo
- Parque Ecuestre de Tokio – Hipismo
- Foro Internacional de Tokio – Levantamiento de potencia
- Gimnasio Metropolitano de Tokio – Tenis de mesa
- Gimnasio Nacional Yoyogi – Bádminton, rugby en silla de ruedas

#### Zona de la Bahía de Tokio

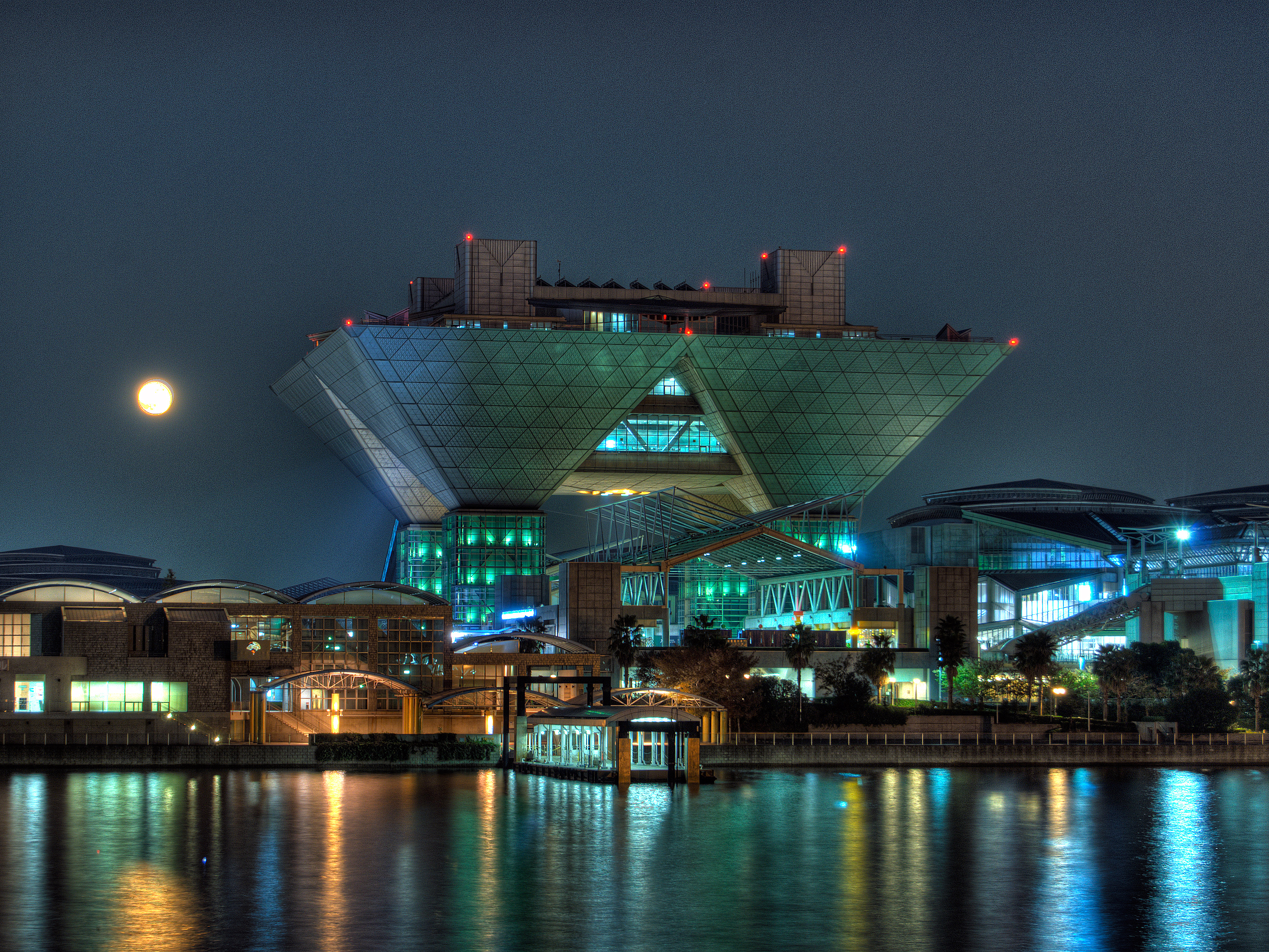
El Centro de Medios.

- Sede deportiva urbana de Aomi – Fútbol 5
- Ariake Arena – Básquet en silla de ruedas
- Coliseo Ariake – Tenis en silla de ruedas
- Parque de Tiro con arco de Dream Island – Tiro con arco
- Makuhari Messe – Golbol, voleibol sentado, taekwondo, esgrima en silla de ruedas
- Parque marino de Odaiba – Paratriatlón
- Centro de Gimnasia Olímpica – Boccia
- Sea Forest Waterway – Remo, paracanoa
- Centro Acuático de Tokio - natación

#### Zona Metropolitana de Tokio
- Musashino Forest Sports Plaza – Básquet en silla de ruedas (preliminares)
- Camp Asaka – Tiro deportivo paralímpico
- Velódromo de Izu – Ciclismo de pista

#### Sedes de no competencia
- Villa paralímpica de Harumi Futo
- Tokyo Big Sight – Centro Internacional de Prensa

### Apertura
La ceremonia de apertura se llevará a cabo en el nuevo Estadio Olímpico de Tokio.

### Deportes
Durante los Juegos de Tokio se disputarán distintos eventos en 22 deportes. Ciclismo será dividido en disciplinas de pista y ruta. Los eventos por equipo de golbol, voleibol sentado y baloncesto en silla de ruedas continuarán como eventos para hombres y mujeres, rugby en silla de ruedas seguirá siendo un evento mixto, mientras que fútbol 5 será una competición exclusivamente masculina.
| - Atletismo (168) - Bádminton (14) - Baloncesto en silla de ruedas (2) - Bochas (7) - Ciclismo (51) - Ruta (34) - Pista (17) | - Esgrima en silla de ruedas (16) - Fútbol 5 (1) - Golbol (2) - Hípica (11) - Levantamiento de potencia (20) - Natación (146) | - Piragüismo (9) - Remo (4) - Rugby en silla de ruedas (1) - Taekwondo (6) - Tenis en silla de ruedas (6) - Tenis de mesa (31) | - Tiro (13) - Tiro con arco (9) - Triatlón (8) - Voleibol sentado (2) - Yudo (13) |

#### Nuevos deportes
En enero de 2014, el Comité Paralímpico Internacional comenzó a aceptar ofertas para agregar nuevos deportes al programa paralímpico. Entre ellos, se encontraba Fútbol para amputados, Bádminton, Hockey en sillas de rueda eléctrica, Fútbol en silla motorizada y taekwondo. También se propusieron nuevas disciplinas en los eventos existentes, incluidas las Match race para gente con discapacidades visuales, multicasco individual en Vela y Baloncesto 3x3.
El 31 de enero de 2015, el Comité Paralímpico Internacional anunció oficialmente que el bádminton y el taekwondo se habían agregado al programa Paralímpico para 2020, reemplazando al fútbol 7 y la vela (ambos se retiraron debido a su alcance internacional insuficiente como para justificar su permanencia).

## Países participantes
- Además de los países relacionados en la siguiente lista, existe un  Equipo Paralímpico de Atletas Refugiados formado por seis deportistas procedentes de países a los que, por diversas circunstancias, no pueden representar.[14]

| \| - Afganistán (AFG) (2) - Alemania (GER) (137) - Angola (ANG) (2) - Arabia Saudita (KSA) (7) - Argelia (ALG) (57) - Argentina (ARG) (57) - Armenia (ARM) (1) - Aruba (ARU) (1) - RPC (RPC) (246) - Australia (AUS) (174) - Austria (AUT) (25) - Azerbaiyán (AZE) (36) - Barbados (BAR) (1) - Baréin (BRN) (2) - Bélgica (BEL) (34) - Benín (BEN) (2) - Bermudas (BER) (1) - Bielorrusia (BLR) (19) - Birmania (MYA) (1) - Bosnia y Herzegovina (BIH) (16) - Botsuana (BOT) (2) - Brasil (BRA) (258) - Brunéi (BRU) (2) - Bulgaria (BUL) (4) - Burkina Faso (BUR) (2) - Burundi (BDI) (2) - Bután (BHU) (3) - Cabo Verde (CPV) (2) - Camboya (CAM) (1) - Canadá (CAN) (130) - Catar (QAT) (2) - Chile (CHI) (19) - República Popular China (CHN) (255) - China Taipéi (TPE) (10) - Chipre (CYP) (3) - Colombia (COL) (66) - Corea del Sur (KOR) (86) - Costa de Marfil (CIV) (3) - Costa Rica (CRC) (9) - Croacia (CRO) (22) - Cuba (CUB) (17) - Dinamarca (DEN) (25) - Ecuador (ECU) (11) - Egipto (EGY) (48) - El Salvador (ESA) (3) - Emiratos Árabes Unidos (UAE) (12) - Eslovaquia (SVK) (28) - Eslovenia (SLO) (7) - España (ESP) (142) - Estados Unidos (USA) (242) - Estonia (EST) (5) - Etiopía (ETH) (3) - Filipinas (PHI) (6) - Finlandia (FIN) (17) - Fiyi (FIJ) (2) - Francia (FRA) (143) - Gabón (GAB) (2) - Gambia (GAM) (2) - Georgia (GEO) (14) - Ghana (GHA) (3) - Granada (GRN) (2) - Grecia (GRE) (46) - Guatemala (GUA) (2) - Guinea (GUI) (2) - Guinea-Bisáu (GBS) (2) - Guyana (GUY) (1) - Haití (HAI) (1) - Honduras (HON) (1) - Hong Kong (HKG) (24) - Hungría (HUN) (39) - India (IND) (54) - Indonesia (INA) (23) - Irak (IRQ) (19) - Irán (IRI) (63) - Irlanda (IRL) (31) - Islandia (ISL) (6) - Islas Feroe (FRO) (1) - Islas Salomón (SOL) (3) - Islas Vírgenes de los Estados Unidos (ISV) (1) - Israel (ISR) (33) - Italia (ITA) (113) - Jamaica (JAM) (4) \| - Japón (JPN) (260) - Jordania (JOR) (10) - Kazajistán (KAZ) (25) - Kenia (KEN) (9) - Kirguistán (KGZ) (2) - Kuwait (KUW) (3) - Laos (LAO) (1) - Letonia (LAT) (7) - Lesoto (LES) (1) - Líbano (LBN) (1) - Liberia (LBR) (2) - Libia (LBA) (2) - Lituania (LTU) (11) - Luxemburgo (LUX) (1) - Macedonia del Norte (MKD) (1) - Madagascar (MAD) (1) - Malasia (MAS) (22) - Malaui (MAW) (1) - Malí (MLI) (2) - Malta (MLT) (2) - Mauricio (MRI) (4) - México (MEX) (60) - Mongolia (MGL) (4) - Montenegro (MNE) (5) - Mozambique (MOZ) (2) - Namibia (NAM) (3) - Nepal (NEP) (1) - Nicaragua (NCA) (2) - Níger (NIG) (2) - Nigeria (NGR) (22) - Noruega (NOR) (15) - Nueva Zelanda (NZL) (32) - Países Bajos (NED) (74) - Omán (OMA) (3) - Pakistán (PAK) (2) - Palestina (PLE) (2) - Panamá (PAN) (3) - Papúa Nueva Guinea (PNG) (2) - Paraguay (PAR) (2) - Perú (PER) (11) - Polonia (POL) (93) - Portugal (POR) (34) - Puerto Rico (PUR) (2) - Reino Unido (GBR) (227) - República Centroafricana (CAF) (1) - República Checa (CZE) (29) - República del Congo (CGO) (2) - República Democrática del Congo (COD) (2) - República Dominicana (DOM) (5) - Ruanda (RWA) (14) - Rumania (ROU) (9) - San Vicente y las Granadinas (VIN) (1) - Santo Tomé y Príncipe (STP) (1) - Senegal (SEN) (3) - Serbia (SRB) (20) - Sierra Leona (SLE) (2) - Singapur (SGP) (11) - Siria (SYR) (1) - Somalia (SOM) (1) - Sri Lanka (SRI) (9) - Sudáfrica (RSA) (34) - Suecia (SWE) (29) - Suiza (SUI) (21) - Tailandia (THA) (74) - Tanzania (TAN) (2) - Tayikistán (TJK) (1) - Trinidad y Tobago (TTO) (2) - Togo (TOG) (1) - Túnez (TUN) (25) - Turquía (TUR) (87) - Ucrania (UKR) (138) - Uganda (UGA) (4) - Uruguay (URU) (2) - Uzbekistán (UZB) (47) - Venezuela (VEN) (27) - Vietnam (VIE) (7) - Zambia (ZAM) (1) - Zimbabue (ZIM) (2) \| | |
| - Afganistán (AFG) (2) - Alemania (GER) (137) - Angola (ANG) (2) - Arabia Saudita (KSA) (7) - Argelia (ALG) (57) - Argentina (ARG) (57) - Armenia (ARM) (1) - Aruba (ARU) (1) - RPC (RPC) (246) - Australia (AUS) (174) - Austria (AUT) (25) - Azerbaiyán (AZE) (36) - Barbados (BAR) (1) - Baréin (BRN) (2) - Bélgica (BEL) (34) - Benín (BEN) (2) - Bermudas (BER) (1) - Bielorrusia (BLR) (19) - Birmania (MYA) (1) - Bosnia y Herzegovina (BIH) (16) - Botsuana (BOT) (2) - Brasil (BRA) (258) - Brunéi (BRU) (2) - Bulgaria (BUL) (4) - Burkina Faso (BUR) (2) - Burundi (BDI) (2) - Bután (BHU) (3) - Cabo Verde (CPV) (2) - Camboya (CAM) (1) - Canadá (CAN) (130) - Catar (QAT) (2) - Chile (CHI) (19) - República Popular China (CHN) (255) - China Taipéi (TPE) (10) - Chipre (CYP) (3) - Colombia (COL) (66) - Corea del Sur (KOR) (86) - Costa de Marfil (CIV) (3) - Costa Rica (CRC) (9) - Croacia (CRO) (22) - Cuba (CUB) (17) - Dinamarca (DEN) (25) - Ecuador (ECU) (11) - Egipto (EGY) (48) - El Salvador (ESA) (3) - Emiratos Árabes Unidos (UAE) (12) - Eslovaquia (SVK) (28) - Eslovenia (SLO) (7) - España (ESP) (142) - Estados Unidos (USA) (242) - Estonia (EST) (5) - Etiopía (ETH) (3) - Filipinas (PHI) (6) - Finlandia (FIN) (17) - Fiyi (FIJ) (2) - Francia (FRA) (143) - Gabón (GAB) (2) - Gambia (GAM) (2) - Georgia (GEO) (14) - Ghana (GHA) (3) - Granada (GRN) (2) - Grecia (GRE) (46) - Guatemala (GUA) (2) - Guinea (GUI) (2) - Guinea-Bisáu (GBS) (2) - Guyana (GUY) (1) - Haití (HAI) (1) - Honduras (HON) (1) - Hong Kong (HKG) (24) - Hungría (HUN) (39) - India (IND) (54) - Indonesia (INA) (23) - Irak (IRQ) (19) - Irán (IRI) (63) - Irlanda (IRL) (31) - Islandia (ISL) (6) - Islas Feroe (FRO) (1) - Islas Salomón (SOL) (3) - Islas Vírgenes de los Estados Unidos (ISV) (1) - Israel (ISR) (33) - Italia (ITA) (113) - Jamaica (JAM) (4) | - Japón (JPN) (260) - Jordania (JOR) (10) - Kazajistán (KAZ) (25) - Kenia (KEN) (9) - Kirguistán (KGZ) (2) - Kuwait (KUW) (3) - Laos (LAO) (1) - Letonia (LAT) (7) - Lesoto (LES) (1) - Líbano (LBN) (1) - Liberia (LBR) (2) - Libia (LBA) (2) - Lituania (LTU) (11) - Luxemburgo (LUX) (1) - Macedonia del Norte (MKD) (1) - Madagascar (MAD) (1) - Malasia (MAS) (22) - Malaui (MAW) (1) - Malí (MLI) (2) - Malta (MLT) (2) - Mauricio (MRI) (4) - México (MEX) (60) - Mongolia (MGL) (4) - Montenegro (MNE) (5) - Mozambique (MOZ) (2) - Namibia (NAM) (3) - Nepal (NEP) (1) - Nicaragua (NCA) (2) - Níger (NIG) (2) - Nigeria (NGR) (22) - Noruega (NOR) (15) - Nueva Zelanda (NZL) (32) - Países Bajos (NED) (74) - Omán (OMA) (3) - Pakistán (PAK) (2) - Palestina (PLE) (2) - Panamá (PAN) (3) - Papúa Nueva Guinea (PNG) (2) - Paraguay (PAR) (2) - Perú (PER) (11) - Polonia (POL) (93) - Portugal (POR) (34) - Puerto Rico (PUR) (2) - Reino Unido (GBR) (227) - República Centroafricana (CAF) (1) - República Checa (CZE) (29) - República del Congo (CGO) (2) - República Democrática del Congo (COD) (2) - República Dominicana (DOM) (5) - Ruanda (RWA) (14) - Rumania (ROU) (9) - San Vicente y las Granadinas (VIN) (1) - Santo Tomé y Príncipe (STP) (1) - Senegal (SEN) (3) - Serbia (SRB) (20) - Sierra Leona (SLE) (2) - Singapur (SGP) (11) - Siria (SYR) (1) - Somalia (SOM) (1) - Sri Lanka (SRI) (9) - Sudáfrica (RSA) (34) - Suecia (SWE) (29) - Suiza (SUI) (21) - Tailandia (THA) (74) - Tanzania (TAN) (2) - Tayikistán (TJK) (1) - Trinidad y Tobago (TTO) (2) - Togo (TOG) (1) - Túnez (TUN) (25) - Turquía (TUR) (87) - Ucrania (UKR) (138) - Uganda (UGA) (4) - Uruguay (URU) (2) - Uzbekistán (UZB) (47) - Venezuela (VEN) (27) - Vietnam (VIE) (7) - Zambia (ZAM) (1) - Zimbabue (ZIM) (2) |

### Calendario
| A | Apertura |  | Clasificatorias | # | Eventos finales | C | Clausura |

## Medallero
País organizador (Japón)
| # Pos | País                          | Oro | Plata | Bronce | Total |
| ----- | ----------------------------- | --- | ----- | ------ | ----- |
| 1     | República Popular China (CHN) | 96  | 60    | 51     | 207   |
| 2     | Reino Unido (GBR)             | 41  | 38    | 45     | 124   |
| 3     | Estados Unidos (USA)          | 37  | 36    | 31     | 104   |
| 4     | RPC (RPC)                     | 36  | 33    | 49     | 118   |
| 5     | Países Bajos (NED)            | 25  | 17    | 17     | 59    |
| 6     | Ucrania (UKR)                 | 24  | 47    | 27     | 98    |
| 7     | Brasil (BRA)                  | 22  | 20    | 30     | 72    |
| 8     | Australia (AUS)               | 21  | 29    | 30     | 80    |
| 9     | Italia (ITA)                  | 14  | 29    | 26     | 69    |
| 10    | Azerbaiyán (AZE)              | 14  | 1     | 4      | 19    |
| 11    | Japón (JPN)                   | 13  | 15    | 23     | 51    |

## Símbolos

### Emblema

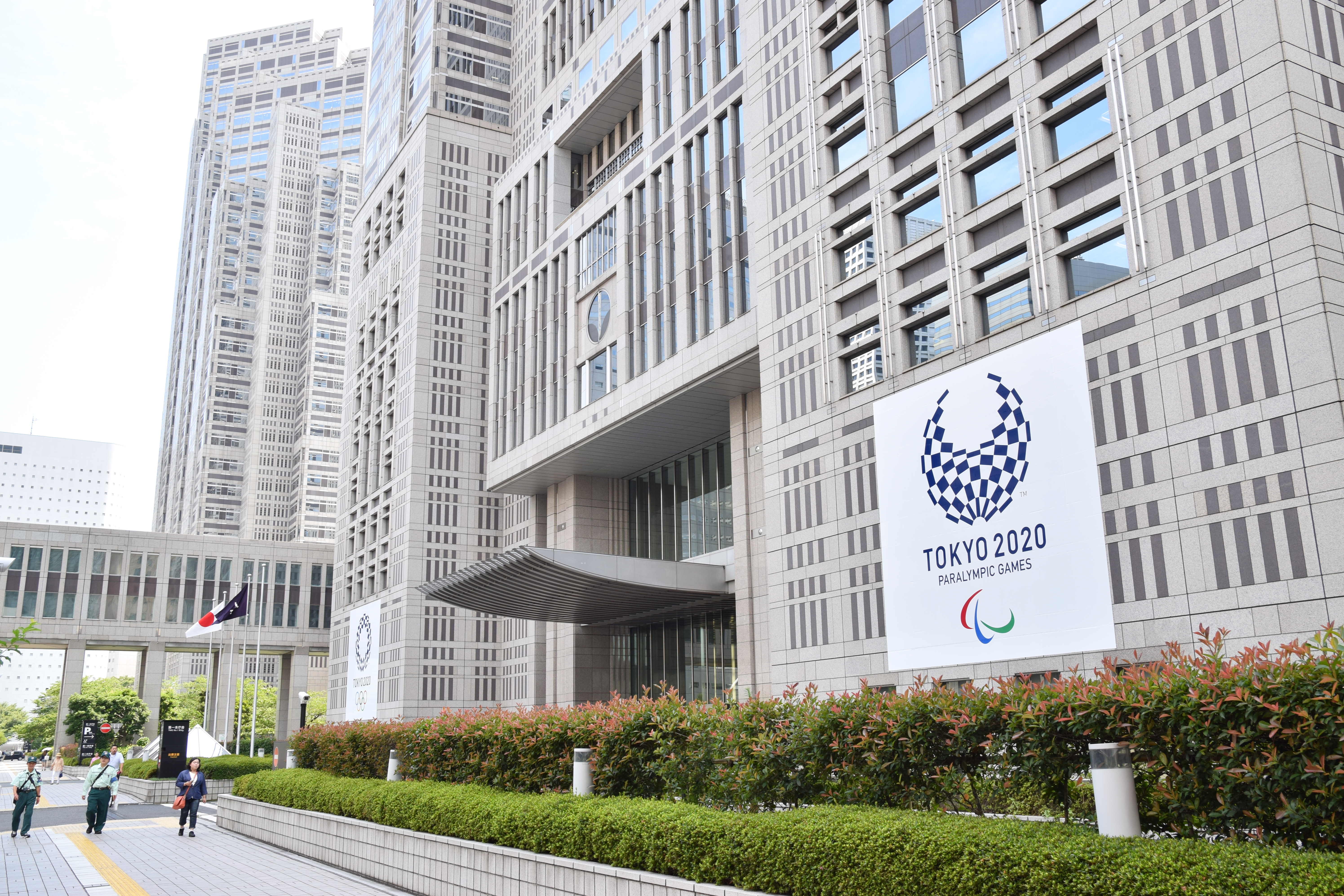
Emblema oficial de los Juegos Paralímpicos de 2020 en el edificio del Gobierno Metropolitano de Tokio.

El emblema de los Juegos se reveló el 25 de abril de 2016. El emblema Paralímpico tiene la forma de un laurel en un patrón ajedrezado de color índigo. El diseño pretende "expresar una refinada elegancia y sofisticación que ejemplifica Japón". Este diseño reemplaza el emblema original, porque se encontró que imitaba al logotipo del Teatro de Lieja.

### Mascotas
El Comité Organizador de Tokio 2020 realizó un concurso para seleccionar a las mascotas oficiales de los Juegos Olímpicos y Paralímpicos de 2020. Dichas mascotas fueron seleccionados por los niños de las escuelas primarias de Japón. El 7 de diciembre de 2017, se reveló los tres pares de mascotas finalistas y los niños votaron a las mascotas preferidas desde el 11 de diciembre de 2017 hasta el 22 de febrero de 2018.
El día 28 de febrero de 2018, seleccionaron al diseño de mascotas Ha creado por Ryo Taniguchi con 109 041 votos, mientras que el diseño B creado por Kana Yano obtuvo 61 423 votos y el diseño C creado por Sanae Akimoto, 35 291 votos. La mascota ganadora es una forma con cuadros ajedrezados, es ligado al logo de los Juegos. Sus nombres, Miraitowa y Someity, fueron revelados el 22 de julio de 2018. El término Miraitowa es el resultado de una mezcla de las palabras japonesas para futuro (未来) y eternidad (永遠). Mientras que Someity proviene del término somei-yoshino, un tipo de flor de cerezo del distrito de Yoshino, ubicado en la prefectura de Nara.

## Transmisión
- África subsahariana - SuperSport, TV5 Monde
- Alemania - ARD, ZDF
- América Latina - Claro Sports
- Argentina - TVP, DeporTV
- Australia - Seven Network
- Austria - ORF
- Bélgica - VRT, RTBF
- Brasil - Grupo Globo, TV Brasil
- Canadá - CBC/Radio-Canada, Sportsnet, AMI-tv[19]
- Chile - TVN[20]
- China - CCTV
- China Taipéi - ELTA TV, EBC, PTS
- Cuba - ICRT
- Dinamarca - DR
- España - RTVE
- Estados Unidos - NBCUniversal, NBCSN, Olympic Channel[21]
- Filipinas - TV5, Tap TV
- Francia - France Télévisions
- Hong Kong - RTHK, TVB, ViuTV Hong Kong Open TV, Hong Kong Cable Television, NowTV
- India - Eurosport India, Discovery+
- Indonesia - Emtek
- Irlanda - RTÉ
- Islandia - RÚV
- Italia - RAI
- Japón - Japan Consortium
- Malasia - Astro, RTM
- México - Televisa - TUDN - Claro Sports
- Nueva Zelanda - TVNZ
- Países Bajos - NPO (NOS)
- Oriente Medio - beIN Sports
- Polonia - TVP
- Portugal - RTP
- Reino Unido - Channel 4[22][23][24]
- Sudáfrica - SABC, SuperSport
- Venezuela - TVes

Los Juegos Paralímpicos también fueron transmitidos a través del canal oficial mexicano Claro Sports en la plataforma de YouTube.